# Alberswil
Alberswil é uma comuna da Suíça, no Cantão Lucerna. Em 2017 possuía 655 habitantes. Estende-se por uma área de 3,53 km², de densidade populacional de 185 hab/km². Confina com as seguintes comunas: Ettiswil, Gettnau, Schötz, Willisau Land, Willisau Stadt.
A língua oficial nesta comuna é o Alemão.

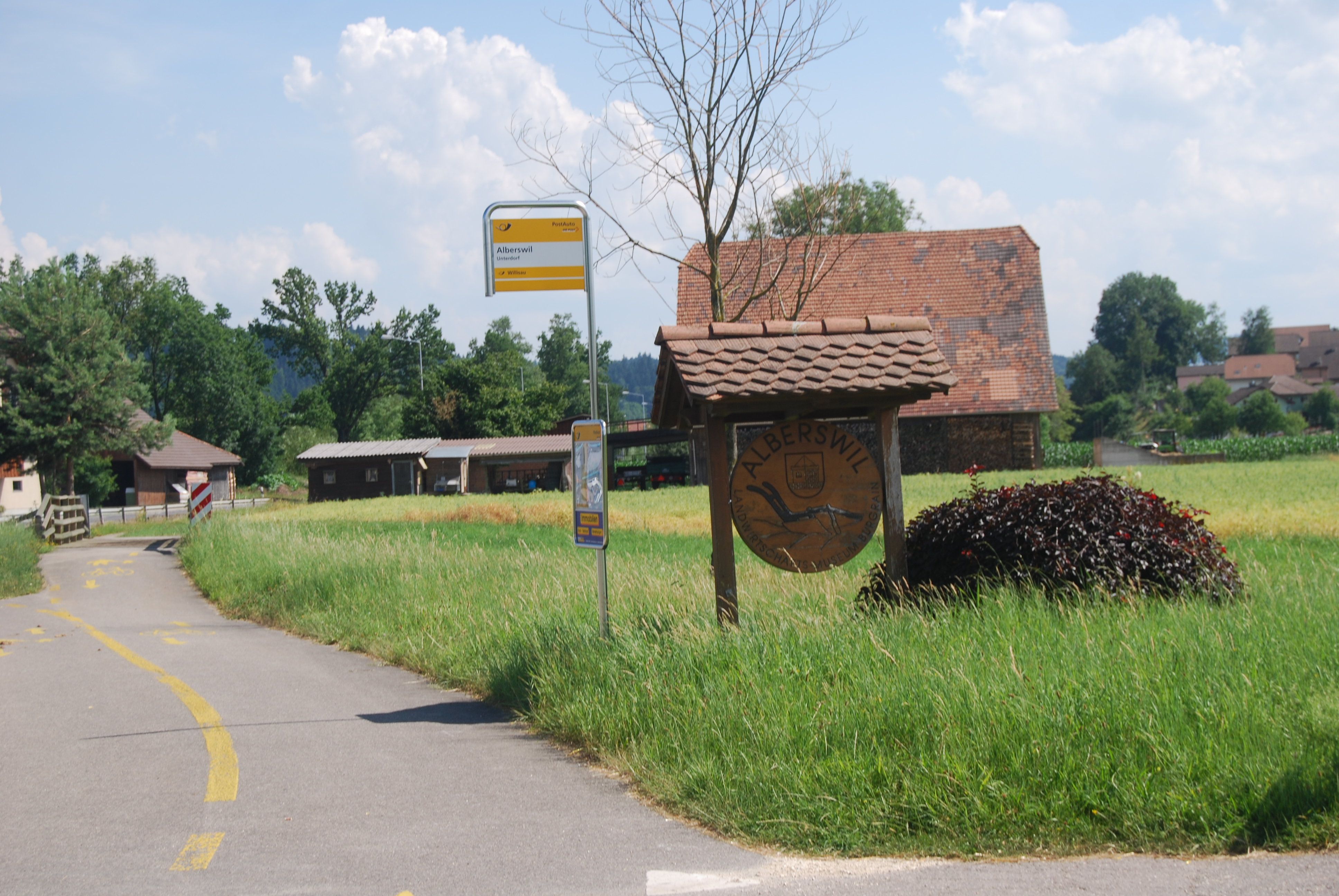
Alberswil.